# Opsibidion albinum
Opsibidion albinum är en skalbaggsart som först beskrevs av Bates 1870.  Opsibidion albinum ingår i släktet Opsibidion och familjen långhorningar.
Artens utbredningsområde är Venezuela. Inga underarter finns listade i Catalogue of Life.